# Герб Рясне-Руського
Герб Рясне-Руського — символ села Рясне-Руське. Затверджений 25 червня 2009 року рішенням сесії сільської ради. Автор відкоригованого проекту — А. Гречило.

## Опис
У срібному полі чорна підкова вухами вгору, у ній червоний кетяг калини з трьома зеленими листочками. Щит обрамований декоративним картушем i увінчаний золотою сільською короною.

## Історія
У 2008 році в Рясне-Руському відзначали 575-у річницю від дати заснування села. До цих святкувань було встановлено пам'ятний знак із зображенням проекту емблеми-герба, який став переможцем у місцевому конкурсі.
Оскільки після звертання до Українського геральдичного товариства виявилося, що цей варіант потребує доопрацювання, то на початку 2009 р. було внесено відповідні зміни, а також опрацьовано проект прапора села.
У гербі збережено основні символи, подані на емблемі з пам'ятному знаку до 675-річчя села: кетяг калини з трьома листками, підкова та пшеничні колоски.